# Ларичев, Павел Афанасьевич
Па́вел Афана́сьевич Ла́ричев (1892—1963) ― советский педагог-математик и методист, член-корреспондент Академии Педагогических наук РСФСР, заслуженный учитель школы РСФСР.

## Биография
Родился 16 февраля 1892 года в городе Грязовец Вологодской губернии. С 1911 работал в начальной школе села Новленское Вологодской губернии. В 1916 году окончил Вологодский учительский институт.
Работал в учительской семинарии в городе Скопин Рязанской губернии. В 1922 году окончил физико-математический факультет Вологодского педагогического института. 
В 1922-1923 годах преподавал математику в Грязовецком педагогическом техникуме. В 1925 году окончил Высшие математические курсы в Москве. С 1926 года преподавал математику в школах Москвы. В 1927 году начинает работать методистом по математике Сокольнического района Москвы.
С 1935 года преподаёт в Московском педагогическом институте имени В. И. Ленина. С 1944 по 1959 годы работает консультантом учебно-педагогического отдела Министерства просвещения РСФСР. 
Умер 12 марта 1963 года в Москве.

## Научная деятельность
Был приглашён на должность старшего научного сотрудника в Программно-методический институт, где участвует в составлении новых школьных программ по математике.
Написал ряд работ по математике и преподаванию, среди которых задачник «Сборник задач по алгебре» для средней школы, пособие «Сборник задач по алгебре для семилетней и средней школы». Эти работы отличались строгой систематичностью изложения материала, ясностью, краткостью и доступностью.
Был сторонником индивидуального подхода к учащимся. Разрабатывал и предлагал учащимся дифференцированные по трудности задачи. Автор системы подготовительных упражнений к изучению наиболее сложных тем.

## Награды и звания
- Орден Ленина
- Орден Трудового Красного Знамени
- Заслуженный учитель школы РСФСР (1947)
- член-корреспондент Академии Педагогических наук РСФСР (1950)